# Skolbarn

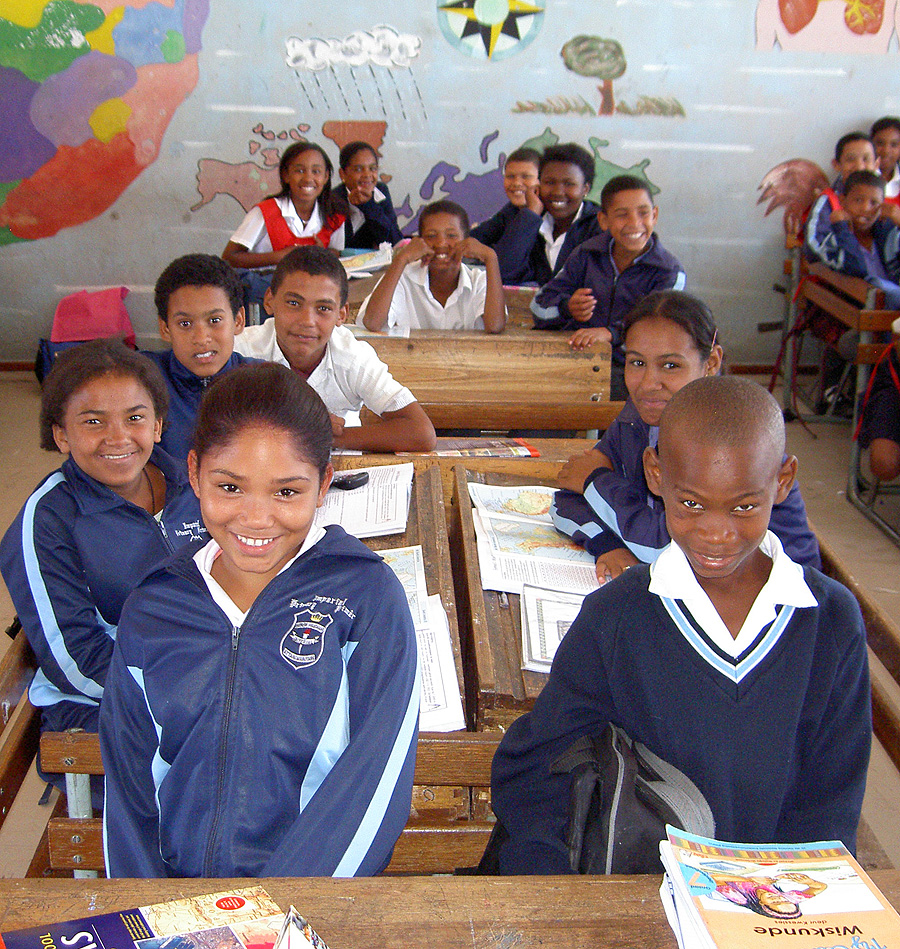
Sydafrikanska skolbarn.

Skolbarn är barn som går i lågstadiet eller mellanstadiet, det vill säga i 6–12-årsåldern. Den som är 13–19 år brukar istället benämnas (skol-)ungdom eller tonåring.